# Parwan Creek
Parwan Creek är ett vattendrag i Australien. Det ligger i delstaten Victoria, omkring 51 kilometer väster om delstatshuvudstaden Melbourne.
Trakten runt Parwan Creek består i huvudsak av gräsmarker. Runt Parwan Creek är det ganska glesbefolkat, med 24 invånare per kvadratkilometer. Genomsnittlig årsnederbörd är 815 millimeter. Den regnigaste månaden är juni, med i genomsnitt 102 mm nederbörd, och den torraste är januari, med 27 mm nederbörd.